# Persécution (film, 2009)
Pour les articles homonymes, voir Persécution.
Pour plus de détails, voir Fiche technique et Distribution.
Persécution est un film franco-allemand, réalisé par Patrice Chéreau, sorti en 2009.

## Synopsis
Daniel approche de la quarantaine et l'ossature de sa vie affective commence à souffrir des complications de sa vie dissolue, il cherche l'amour avec Sonia, mais leur relation semble lui procurer plus de peurs que de plaisirs fugaces. Un inconnu semble lui vouer un culte étrange, ce qui ne fait que réveiller d'anciennes angoisses enfouies au plus profond de son passé... Après avoir assisté à l 'accident brutal d'un inconnu, Daniel va devoir se poser des questions sur lui-même et sur ce qu'il attend de la vie.

## Fiche technique
- Titre : Persécution
- Réalisation : Patrice Chéreau
- Scénario : Patrice Chéreau, Anne-Louise Trividic
- Photographie : Yves Cape
- Montage : François Gédigier
- Musique : Éric Neveux
- Format :  couleur - 2,35:1 - 35 mm
- Genre : drame
- Durée : 98 minutes
- Date de sortie :	
  -  France : 9 décembre 2009
  -  Belgique : 6 janvier 2010

## Distribution
- Romain Duris : Daniel
- Charlotte Gainsbourg : Sonia
- Jean-Hugues Anglade : l'inconnu
- Alex Descas : Thomas
- Gilles Cohen : Michel
- Michel Duchaussoy : le vieil homme
- Tsilla Chelton : la vieille dame
- Hiam Abbass : Marie

## Distinctions

### Sélection
- Mostra de Venise 2009 : sélection officielle

### Nomination
- César 2010 : César du meilleur acteur dans un second rôle pour Jean-Hugues Anglade